# Flaus
Flaus (en francès Flaux) és un municipi francès situat al departament del Gard i a la regió d'Occitània.